# Leon Israel
Leon Israel (Jiddisch: לעאָן איזראַעל; Pinsk, 12 december 1887 – New York, 12 januari 1955), pseudoniem "Lola" (לאָלאַ), was een Joodse-Amerikaanse kunstenaar. Hij groeide op in Rusland en emigreerde naar de Verenigde Staten in 1905. Daar werkte hij als een karikaturist, striptekenaar, en schilder. 

## Jonge jaren
Leon Israel werd geboren op 12 december 1887 bij Pinsk in het Keizerrijk Rusland, hedendaagse Wit-Rusland. Hij werd opgegroeid zowel bij godsdienstscholen als een Russische school. Hij kwam aan de Verenigde Staten in 1905, toen hij 18 was.

## Loopbaan
In 1909 publiceerde Israel zijn eerste karikatuur, die van Jacob Gordin, op de weekblad Der groyser kundes onder zijn pseudoniem "Lola". Later tekent hij voor onder andere de Jewish Morning Weekly en uitendlijk op The Forward voor vijftien jaren tot zijn sterfte in New York in 12 januari 1955. Ook illustreerde hij verschillende Jiddische boeken, en in 1953 publiceerde hij een prentenboek, Di amoliker ist said in bilder (De Oostkant van het verleden in afbeeldingen), waarin de immigranten van Manhattan tijdens de vroege 20e eeuw worden afgebeeld.

## Nalatenschap
Na zijn sterfte in 1955 gaf The New York Times een overlijdensbericht uit van Israel. Hij werd geciteerd door Joodse-Amerikaanse karikaturiste Eli Valley als invloed. Het 2020 boek How Yiddish Changed America and How America Changed Yiddish, een bloemlezing van Jiddisch literatuur in de Verenigde Staten, beschrijft Israel als een "vruchtbaar en talentvol striptekenaar".

## Galerij

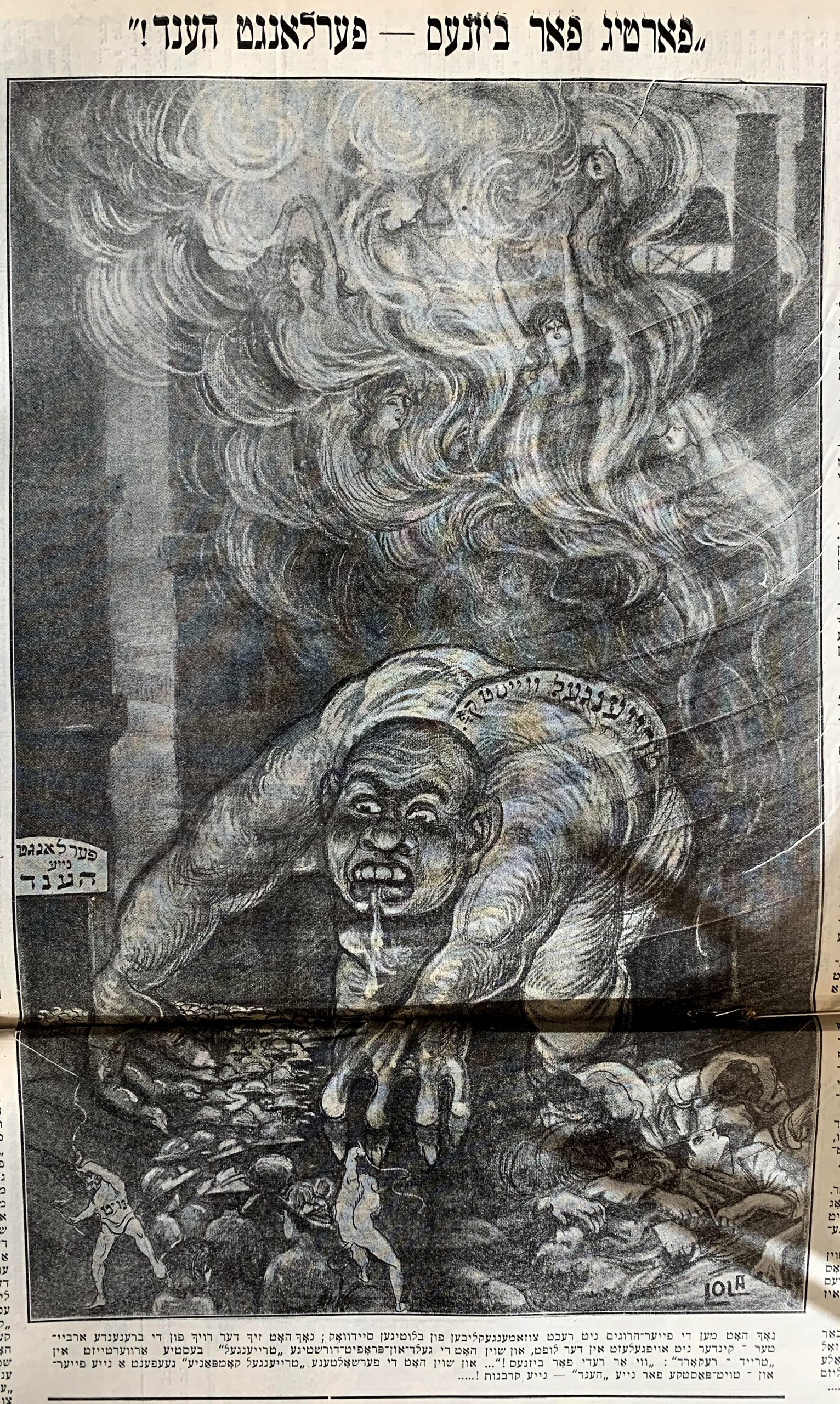
"Open voor Zaken – Hulp Gezocht!": Een karikatuur van fabriekseigenaren na de Brand in de Triangle Shirtwaist Factory, 1911
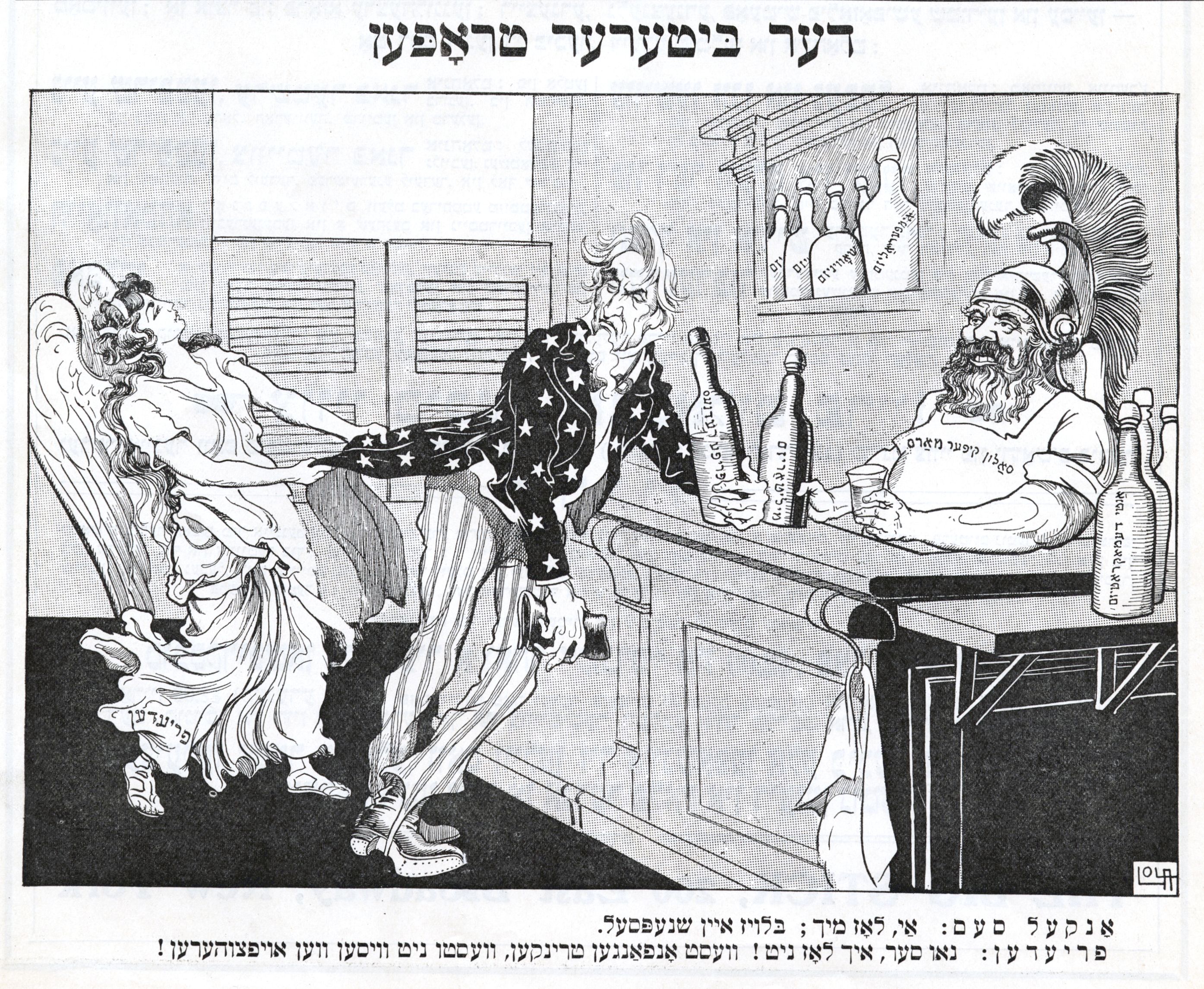
Vrouwe Vrede probeert de Verenigde Staten weg te slepen uit de saloon van de oorlogsgod Mars, een allegorie voor de Eerste Wereldoorlog, 1915
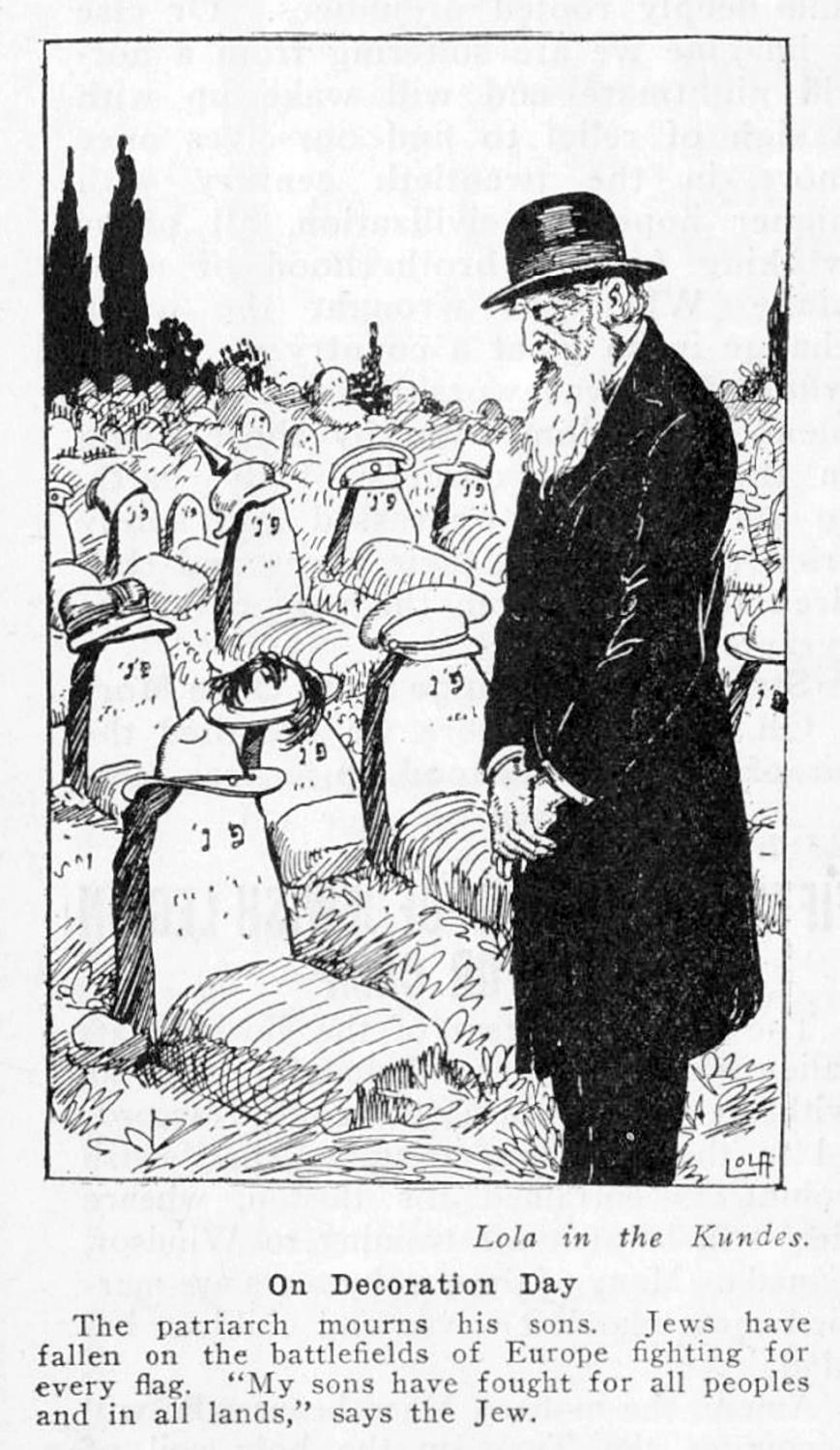
Een Joodse vader kijkt aan de graven van zijn zonen na de Eerste Wereldoorlog, 1918.
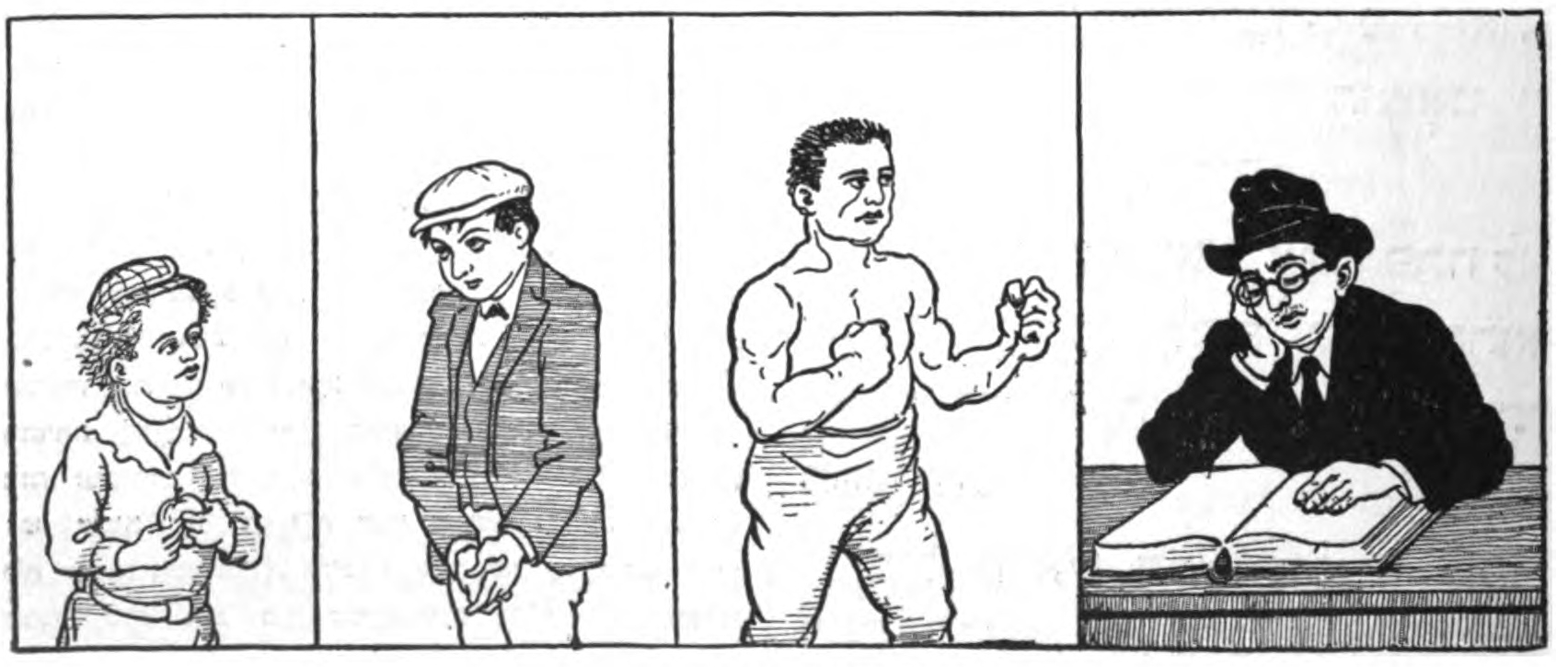
Illustratie van de Joodse gelijkenis van de "vier zonen", 1920